# Silene ayachica
Silene ayachica är en nejlikväxtart som beskrevs av Jean-Henri Humbert. Silene ayachica ingår i släktet glimmar, och familjen nejlikväxter. Inga underarter finns listade i Catalogue of Life.